# Maria Wern – Svart fjäril
Maria Wern – Svart fjäril är den tredje spelfilmen som är baserad på Maria Wern. I filmen följer man kriminalinspektör Maria Werns (Eva Röse) jakt på mördaren till ett medium som hittas död i sin egen mottagning. Strax därpå äger två mord till rum på samma sätt och man börjar leta efter seriemördare samtidigt som Maria får problem med Arvidsson. Filmen är baserad på Anna Janssons bok Svart fjäril som utkom 2005. Med i rollistan finns förutom Eva Röse även Peter Perski och Allan Svensson.

## I rollerna
- Eva Röse – Maria Wern
- Allan Svensson – Hartman
- Peter Perski – Arvidsson
- Ulf Friberg – Ek
- Tanja Lorentzon – Erika
- Oscar Pettersson – Emil Wern
- Matilda Wännström – Linda Wern
- Lotta Thorell – Marianne Hartman
- Linda Zilliacus – Felicia
- Malena Engström – Pernilla
- Lena Nylén – Bella Solana
- Daniela Svensson – Elaine Solheim
- Rasmus Troedsson – Daniel Solheim
- Per Ragnar – Frank Leander
- Chatarina Larsson – Agnes Leander
- Anna von Rosen – Elisabeth Rehnberg
- Johanna Lazcano – Helena
- Minna Leijonborg – Pyret
- Tommy Andersson – Conny Johansson
- Anne-Li Norberg – sjuksköterska